# Multipart/form-data
Тип содержимого multipart/form-data — это составной тип содержимого, чаще всего использующийся для отправки HTML-форм с бинарными (не-ASCII) данными методом POST протокола HTTP. Указывается в поле заголовка Content-Type (тип содержимого) и следует правилам для составных MIME-данных в соответствии с RFC 2045. Для форм, не имеющих больших бинарных (не-ASCII) данных, может использоваться тип содержимого application/x-www-form-urlencoded.
Сообщение multipart/form-data содержит несколько частей, по одной на каждый задействованный в форме элемент управления.
Типичный пример: страницы отправки электронных писем через webmail со вложенными файлами. При отправке такого письма браузер формирует сообщение типа multipart/form-data, внедряя в него как отдельные части, введённые пользователем, тему, адрес получателя, собственно текст письма, так и вложенные файлы.
Сообщение типа multipart/form-data состоит из нескольких частей, каждая из которых представляет содержимое некоторого элемента формы. Части отправляются обрабатывающему агенту в том же порядке, в котором соответствующие управляющие элементы представлены в потоке документа с формой. Каждая часть должна содержать:
1. Заголовочное поле Content-Disposition, имеющее значение form-data.
2. Атрибут name определяет имя соответствующего управляющего элемента. Имена управляющих элементов, изначально закодированные с использованием наборов символов, отличных от ASCII, могут кодироваться с помощью метода, описанного в RFC 2047[1].

## Пример
Пример отправки веб-формы с письмом со вложенными картинками:
```
POST /send-message.html HTTP/1.1
Host: webmail.example.com
Referer: 
http://webmail.example.com/send-message.html

User-Agent: BrowserForDummies/4.67b

Content-Type: multipart/form-data; boundary=Asrf456BGe4h

Content-Length: 
(суммарный объём, включая дочерние заголовки)

Connection: keep-alive
Keep-Alive: 300

(пустая строка)

(отсутствующая преамбула)

--
Asrf456BGe4h

Content-Disposition: form-data; name="DestAddress"

(пустая строка)

brutal-vasya@example.com
--
Asrf456BGe4h

Content-Disposition: form-data; name="MessageTitle"

(пустая строка)

Я негодую
--
Asrf456BGe4h

Content-Disposition: form-data; name="MessageText"

(пустая строка)

Привет, Василий! Твой ручной лев, которого ты оставил
у меня на прошлой неделе, разодрал весь мой диван.
Пожалуйста забери его скорее!
Во вложении две фотки с последствиями.
--
Asrf456BGe4h

Content-Disposition: form-data; name="AttachedFile1"; filename="horror-photo-1.jpg"
Content-Type: image/jpeg

(пустая строка)

(двоичное содержимое первой фотографии)

--
Asrf456BGe4h

Content-Disposition: form-data; name="AttachedFile2"; filename="horror-photo-2.jpg"
Content-Type: image/jpeg

(пустая строка)

(двоичное содержимое второй фотографии)

--
Asrf456BGe4h
--

(отсутствующий эпилог - пустая строка)
```

Следует отметить, что boundary (граница) — это последовательность байтов, которая не должна встречаться внутри закодированного представления данных части. Обычно клиент (браузер) генерирует эту последовательность случайно или по специальному алгоритму.